# Ray Campi
Ray Campi, (Yonkers, 1934. április 20. – Los Angeles, 2021. március 11.) amerikai énekes, nagybőgős, dalszerző.

## Pályafutása
Campi 1934. áprilisában született New Yorkban. Élete első éveiben a New York állambeli Yonkersben élt. Miután családja 1944-ben a texasi Austinba költözött, Campi zenélni kezdett számos műfajban: rockabilly, folk, a country, rock and roll. Hamarosan felvette lemezeit a Domino Records.
Az 1950-es években Campi több kiadónak, köztük a Dot Records-nak is készített felvételeket, és felvette az 1959-es Buddy Holly-repülőgép-szerencsétlenség első lemezét: „The Ballad of Donna and Peggy Sue”.
Campi sok is dolgozott, köztük Mae Westtel és Ian Whitcombbal.
Ritkán koncentrált kizárólag zenei karrierjére, sokféle munkahelyen dolgozott, nevezetesen 1967-től huszonöt évig középiskolai tanárként. Campi hevesen bírálta a mainstream zeneipart, különösen annak kapcsolatait a drogkultúrával.
Zenei karrierje az 1970-es évek elején belelendült, amikor Ronny Weiser, a Rollin' Rock Records tulajdonosa újra felfedezte. Nem sokkal ezután Weiser vásárolt neki egy nagybőgőt. Négy nap gyakorlás után Campi felvette a „Pan American Boogie”-t Weiser hálószobájában.
Nem sokkal ezután Campi gyakrabban kezdett turnézni Nagy-Britanniában és szerte Európában, és rendszeresen fellépett az ottani fesztiválokon. Amerikai, német, finn, brit és holland rockabilly zenekarokkal is készített lemezeket több mint két évtizeden át. Albumokat készített olyan előadókkal, mint Rosie Flores, Bobby 'Fats' Mizell és Ian Whitcomb.
Campi 2021. március 11-én, 86 évesen, otthonában, álmában halt meg.

## Korai lemezei
Ray Campi legkorábbi, 1950-es évekbeli felvételei közül sok csak az 1980-as és 1990-es években jelent meg, főleg európai albumokon. A következőket 45-ös fordulatszámmal, egyes esetekben 78-as fordulatszámmal adták ki. Legnépszerűbb lemeze a „Caterpillar” volt.
- TNT 145 Caterpillar/Play It Cool (1956)
- Dot 15617 It Ain't Me/Give That Love to Me (1957)
- My Screamin' Screamin' Mimi/Uh Huh Huh (1958)
- You Gambled/No Time (1958)
- Ballad of Donna and Peggy Sue/The Man I Met (Tribute to the Big Bopper) (1959)
- Our Man in Havana/Reprieve of Love (1960)
- Cry For Happy/Hear What I Wanna Hear (1960)

## Albumok
- 1973: Rockabilly
- 1975: Rockabilly Rebel
- 1977: Born to Rock
- 1979: Wildcat Shakeout
- 1979: Rockabilly Rebellion
- 1980: Rockabilly Music
- 1981: Rockabilly Man
- 1981: The Newest Wave
- 1983: Hollywood Cats
- 1988: With Friends In Texas
- 2002: High School Hellcats Reunion (+ Tony Conn)
- 2006: Cultural Warrior
- 2006: Rockabilly Blues
- 2009: The Ultimate Jimmie Skinner Songbook
- 2016: Still Rippin’ It Up!

## Díjak
- 2021: Rockabilly Hall of Fame(wd)

## Fordítás
- Ez a szócikk részben vagy egészben  a   Ray Campi című angol Wikipédia-szócikk ezen változatának fordításán alapul.  Az eredeti cikk szerkesztőit annak laptörténete sorolja fel. Ez a jelzés csupán a megfogalmazás eredetét és a szerzői jogokat jelzi, nem szolgál a cikkben szereplő információk forrásmegjelöléseként.